# Карім Абдул-Джаббар

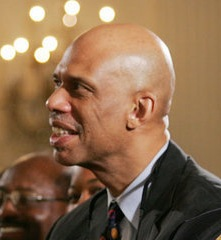
Карім Абдул-Джаббар

Карім Абдул-Джаббар (англ. Kareem Abdul-Jabbar, ім'я при народженні — Фердинанд Льюїс Елсіндор-молодший (англ. Ferdinand Lewis Alcindor, Jr.); народився 16 квітня 1947, Гарлем, Нью-Йорк, США) — американський професійний баскетболіст, тренер, актор і письменник. Вважається одним з найкращих гравців в історії баскетболу.

Зріст: 7'2 футів (218 см)
Вага: 267 фунтів (121 кг)
Старша школа: Power Memorial
Університет: UCLA (Університет Каліфорнії в Лос-Анджелесі)
Задрафтований: Мілвокі Бакс (під 1 загальним номером драфта в 1969 році).
Кар'єра: Мілвокі Бакс (1969-1975), Лос-Анджелес Лейкерс (1975-1989).

## Показники
1560 — ігри;

0,721 — відсоток попадання кидків з гри;

0,056 — відсоток попадання 3-очкових;

0,721 — відсоток попадання штрафних кидків;

5660 — гольові передачі;

17440 — підбори;

3189 — блок-шоти;

1160 — перехоплення;

38387 — набрані очки.

## Нагороди
Найкращий новачок року в НБА (NBA Rookie of the Year) (1970), Чемпіон НБА (1971, 1980, 1982, 1985, 1987, 1988), Найцінніший гравець сезону НБА (MVP season NBA) (1971, 1972, 1974, 1976, 1977, 1980), 19 разів учасник Матчу всіх зірок НБА (NBA All-Star Game), Зал Слави НБА (Hall of Fame) (1995), один з 50 найвидатніших баскетболістів НБА (1996).

## Життєпис
16 квітня 1947 — Лью Елсіндор народився в Гарлемі, Нью-Йорк. Батьки: Кора Лілліан і Фердінан Левіс Елсіндор. Був єдиною дитиною у сім'ї. Вага при народженні - 5,73 кг, зріст при народженні - 57,2 см.
1963-1966 — навчався в католицькій школі C-Jude в Інвуді. У складі баскетбольної збірної коледжу він почав шлях до баскетбольної вершини. За 3 роки Лью тричі приводив свою команду до перемог в чемпіонаті серед католицьких шкіл Нью-Йорка. Його команда показала неймовірні результати (96 перемог при 6 поразках, 71 перемога поспіль), а сам Елсіндор набрав 2067 очок у своїй кар'єрі в середній школі.
1966-1969 — виступи в NCAA у складі збірної команди UCLA (University of California, Los-Angeles). За три сезони під керівництвом Джона Вудена команда здобула три перемоги в асоціації, показавши знову фантастичний результат - 88 перемог, 2 поразки. Під час кар'єри в NCAA Елсіндор двічі стає найкращим гравцем року (1967, 1969). Грати в NCAA новачкам не дозволяли, тому в Елсіндора було лише три роки на вдалий виступ, а не чотири. Після сезону 1966/67 в асоціації заборонили кидки зверху. Це пов'язано з тим, що височенний Елсіндор не залишав шансів захисникам вкидати м'ячі зверху в кошик. Але це не засмутило Лью - він вдосконалює свій легендарний кидок «гаком».

Еліндор виступав в NCAA понад 40 років тому, а його рекорди досі тримаються:

Найбільша кількість очок в середньому за гру — 26,4

Найбільшу кількість очок в одному сезоні — 870 (1966—1967)

Найбільша кількість очок в середньому за гру в одному сезоні — 29,0 (1966—1967)

Найбільша кількість очок за одну гру — 61

Найбільша кількість точних кидків за одну гру — 26 (проти Washington State 25 лютого 1967)
1969-1970 — після виступів в NCAA, Елсіндор вважався головним претендентом на обрання першим номером драфта НБА. Проте, шоу-команда Гарлема (Harlem Globertrotters) запропонувала йому 1 мільйон доларів, щоб Лью виступав за них. Але він віддав перевагу кар'єрі в НБА. За нього боролися «Нью-Йорк Нетс» і «Мілвокі Бакс». Враховуючи, що Елсіндор був з Нью-Йорка, вважалося, що «Нетс» мають на його обрання більше шансів, але гравець заявив, що розгляне тільки по одній пропозиції від кожної команди. Після їх надходжень Елсіндор вибрав «Мілвокі. Вже після першої гри Елсіндора охрестили правонаступником Білла Рассела — центрового Бостона, який у минулому сезоні закінчив кар'єру.У дебютному сезоні центровий набрав 2361 очко і 1190 підборів, проводячи на майданчику в середньому по 43 хвилини. Закінчився цей сезон визнанням Елсіндора найкращим новачком сезону НБА 1969/70.
1970/71 — другий сезон Елсіндора в НБА. У цьому сезоні гравець набрав 2596 очок і 1311 підборів, здобув звання Найціннішого гравця сезону НБА, Найціннішого гравця фінальної серії НБА, та перший перстень чемпіона НБА.
1 травня 1971 — Після перемоги в НБА Лью Елсіндор приймає іслам і бере ім'я Карім Абдул-Джаббар (що означає, щедрий, слуга всесильного (Аллаха)).
1971-75 — продовження кар'єри в «Мілвокі Бакс». Попри прекрасну гру Каріма Абдул-Джаббара (за чотири сезони він двічі визнавався Найціннішим гравцем НБА), «Бакс» взяли участь лише в одному фіналі (1973/74), де програли «Бостон Селтікс».

1975 — по закінченню сезону відбувся обмін між «Мілвокі Бакс» і «Лос-Анджелес Лейкерс». Карім Абдул-Джаббар і Уолт Уеслі перейшли до складу «Лейкерс» в обмін на Елмора Сміта, Брайана Уінтерса, і двох новачків — Дейва Мейерса і Джуніора Бріджмена.

1975-1989 — кар'єра в «Лос-Анджелес Лейкерс». Абдул-Джаббар тричі отримує нагороду Найціннішого гравця сезону (1976, 1977, 1980) і п'ять перемог в NBA (1980, 1982, 1985, 1987, 1988).

1985 — Спортсмен року в США.

1989 — Карім став першим баскетболістом в історії NBA, який відіграв 20 сезонів.
Рекорди Каріма в NBA:

Найбільша кількість очок — 38387, другий результат в історії НБА (після Леброна Джеймса)

Найбільша кількість хвилин на майданчику — 57446

Найбільша кількість реалізованих кидків — 15837

Найбільша кількість зіграних Матчів всіх зірок НБА — 19

Кількість проведених ігор — 1560, другий результат в історії НБА
15 травня 1995 — увійшов до Зали Слави НБА (Naismith Memorial Basketball Hall of Fame) 

1996 — увійшов до списку 50-ти найкращих гравців за всю історію NBA.

2007 — увійшов до нової Зали Слави NCAA.
Спортивна кар'єра Абдул-Джаббара проходила не виключно в баскетболі. Він також займався східними єдиноборствами та був учнем Брюса Лі - вивчав Джит Кун До. Брюс Лі запросив Карім Абдул-Джаббара взяти участь у своєму фільмі «Гра Смерті», де він зіграв одну з другорядних ролей (охоронець п'ятого поверху вежі).